# Epigomphus crepidus
Epigomphus crepidus är en trollsländeart som beskrevs av Kennedy 1936. Epigomphus crepidus ingår i släktet Epigomphus och familjen flodtrollsländor. IUCN kategoriserar arten globalt som otillräckligt studerad. Inga underarter finns listade i Catalogue of Life.